# Granica polsko-łotewska
Granica polsko-łotewska – granica państwowa pomiędzy Łotwą i Polską istniejąca w okresie międzywojennym. Długość granicy według dokładnych obliczeń z 1936 roku wynosiła 113,313 km.

## Przebieg granicy
Granica polsko-łotewska rozpoczynała się od trójstyku polsko-radziecko-łotewskiego, położonego na rzece Dźwinie. Dalej podążała na zachód tą rzeką. Od tego miejsca granica skręcała na południowy zachód i dochodziła do linii kolejowej Dukszty – Dźwinów, która przecinała granicę polsko-łotewską. Zaraz za ową linią kolejową (2 km na zachód od stacji Turmont) znajdował się trójstyk granic Polski, Łotwy i Litwy.

## Kształtowanie się wspólnej granicy

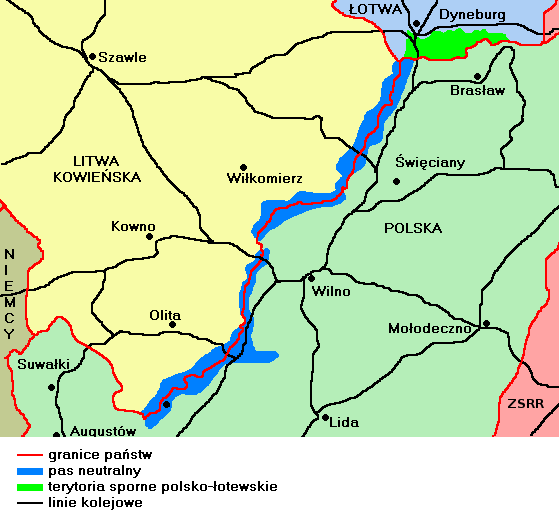
Obszar pasa neutralnego między Polską i Litwą oraz terytoria sporne pomiędzy Polską i Łotwą

W 1919 roku, w czasie walk o wyzwolenie Łotwy i wojny polsko-bolszewickiej, podczas której doszło także do czynnej współpracy polsko-łotewskiej, granica tymczasowa (linia demarkacyjna) wytworzyła się wzdłuż rzeki Dźwiny od Dyneburga (łot. Daugavpils) do Przydrujska (łot. Piedruja). Stało się to w sierpniu 1919 roku, kiedy Wojsko Polskie po zaciętych walkach z bolszewikami dotarło do tej rzeki. Wkrótce potem rząd polski zadeklarował, że miasto Grzywa (łot. Grīva) i 6 gmin byłej guberni kurlandzkiej na lewym brzegu Dźwiny włączone zostały w skład powiatu brasławskiego i wszystkie roszczenia strony łotewskiej do tego terytorium były stanowczo odrzucane. Zimą i wiosną 1920 doszło nawet do kilku zdarzeń o charakterze mało przyjaznym, m.in. odprawienie przez żandarmerię polską na drugi brzeg Dźwiny przysłanych łotewskich posterunków straży granicznej czy odesłanie 17 stycznia 1920 roku nowo mianowanego komendanta łotewskiej policji. Strona łotewska w danych warunkach zmuszona była liczyć się z możliwością pozostania tego obszaru w granicach Polski, chociaż starała się wykazać zainteresowanie losem zamieszkujących go Łotyszy.
Kwestia przynależności tego okręgu została rozstrzygnięta w dość nieoczekiwany sposób. 4 lipca 1920 roku rozpoczął się atak oddziałów Armii Czerwonej na Białorusi. Podgrupa Wojska Polskiego Dźwina, podobnie jak inne jednostki polskie, zaczęła się cofać. Dzień później oddziały polskie stacjonujące w Dyneburgu wycofały się z miasta w celu uniknięcia odcięcia od głównych sił – zgodnie z umową polsko-łotewską z 11 kwietnia 1920 roku o wycofaniu się WP z Łatgalii. Polacy wycofali się także ze spornej części powiatu iłłuksztańskiego, a Łotysze jeszcze w tym samym dniu częściowo zajęli wspomniane terytorium, dosłownie o kilka minut wyprzedzając Litwinów, którzy również zgłaszali do niego pretensje. Do końca lipca granicę guberni i przyszłą granicę państwową całkowicie obsadziły wojska łotewskie. Należy zaznaczyć, że w lipcu strona polska była gotowa zgodzić się na oddanie tego terytorium Łotwie w zamian za podpisanie konwencji wojskowej, jednak w istniejących okolicznościach strona łotewska nie była tym zainteresowana.

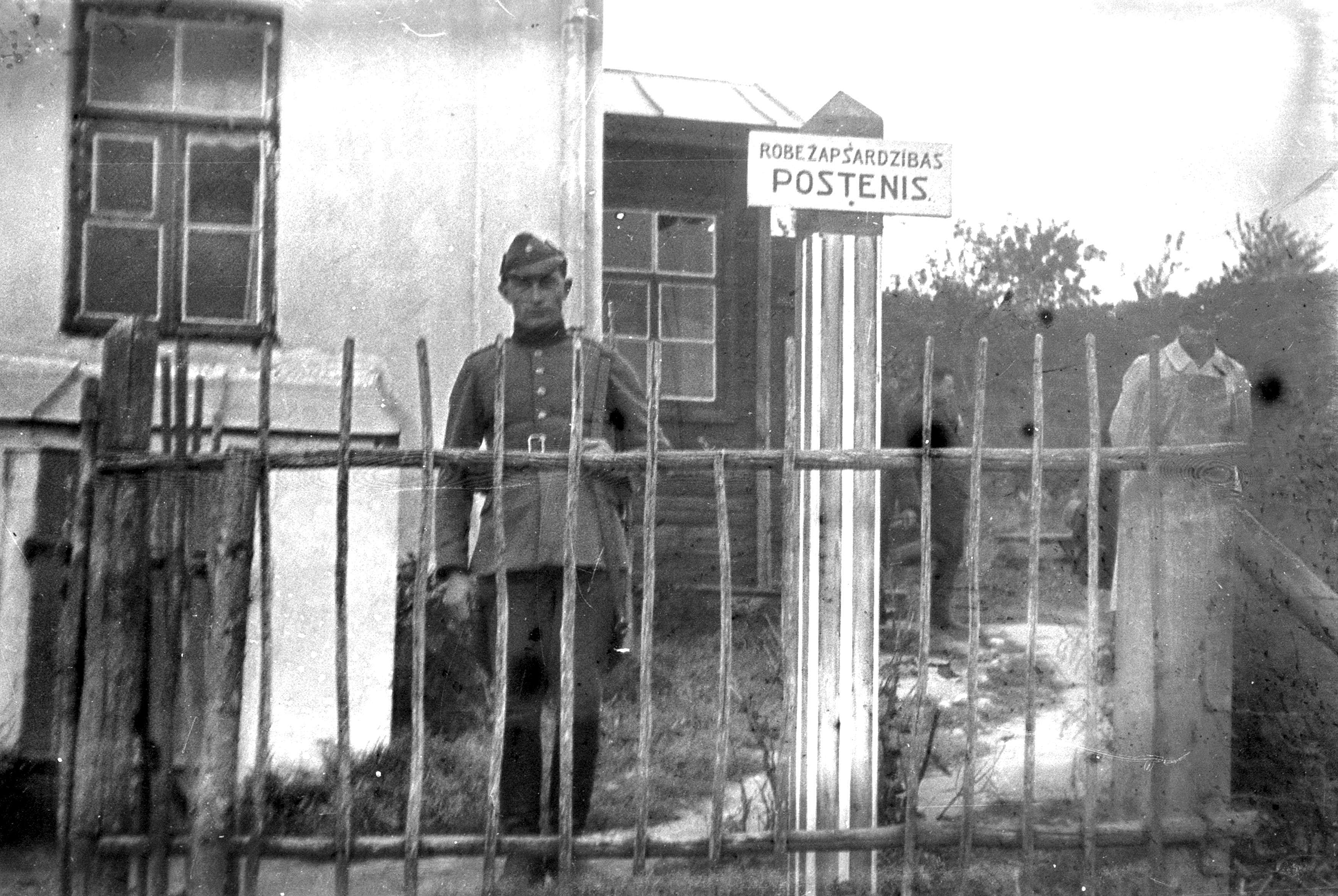
Granica polsko-łotewska. Łotewscy strażnicy przed posterunkiem straży granicznej, 1934 r.

Dotychczas na omawianym terytorium kontynuowały pracę samorządy wybrane podczas czasów polskich, jednocześnie jednak tworzono władze łotewskie (działały m.in. komendantury łotewskie). Zgodnie z prawem wyborczym Łotwy, przystąpiono do organizowania wyborów samorządowych. W starych samorządach, kontynuujących swoją działalność, Łotyszy było mało, a zgodnie z informacją departamentu samorządowego MSW Łotwy, większość stanowili Białorusini, Polacy i Rosjanie (wybory w poszczególnych gminach odbyły się w sierpniu i we wrześniu).
Jesienią 1920 roku, po wydarzeniach na froncie polsko-radzieckim i akcji generała Żeligowskiego w Wilnie, Wojsko Polskie znowu przybliżało się do granicy łotewskiej (tzn. istniejącej linii demarkacyjnej). Strona łotewska obawiała się, że Polacy będą usiłowali zająć 6 gmin, tworząc granicę wzdłuż Dźwiny. Jednostki wojskowe na linii demarkacyjnej zostały poważnie wzmocnione do ewentualnego stawienia oporu. Jednak 3. Dywizja Legionów miała rozkaz nieprzekraczania linii zajętej przez Łotyszy, nawet w wypadku gdyby znajdowała się poza byłą granicą guberni kurlandzkiej. Było to uwarunkowane przede wszystkim względami politycznymi – chęcią Polski pozyskania w Łotwie sprzymierzeńca w systemie państw bałtyckich.

## Przejście graniczne
Przejście kolejowe znajdowało się na linii Kolei Warszawsko-Petersburskiej, nieznacznie na południe od Dźwińska.